# Zadzielsko
Zadzielsko (ukr. Задільське, Zadilśke) – wieś na Ukrainie, w obwodzie lwowskim, w rejonie stryjskim (do 2020 roku w rejonie skolskim). Przed II wojną światową w granicach Polski, wchodziła w skład powiatu turczańskiego.